# 12 biến tấu dựa trên "Ah vous dirai-je, Maman"
12 biến tấu dựa trên Ah vous dirai-je, Maman, K. 265/300e là một sáng tác dành cho piano của nhà soạn nhạc người Áo Wolfgang Amadeus Mozart. Tác phẩm được sáng tác khi ông 25 tuổi, tức là trong năm 1781 hoặc 1782. Tác phẩm này bao gồm 12 đoạn biến tấu dựa trên bài dân ca của Pháp Ah vous dirai-je, Maman. Giai điệu của bàn dân ca này xuất hiện lần đầu tiên vào năm 1761. Tác phẩm của Mozart gồm 13 đoạn: 1 đoạn trở thành đoạn biểu diễn chủ đề và 12 đoạn còn lại là 12 đoạn biến tấu. Chỉ có đoạn biến tấu số 11 và 12 có phần tempo, lần lượt tốc độc biểu diễn của hai phần này là adagio và allegro. Có thời điểm người ta nghĩ rằng 12 biến tấu này được sáng tác vào năm 1778, khi Mozart sống tại Paris từ tháng 4 đến tháng 9 trong năm đó, ý kiến này thể hiện rằng giai điệu của bản dân ca Pháp đã được đón nhận bởi Mozart khi ông ở Pháp. Còn về việc đánh số, tác phẩm này được đánh số lại từ 265 sang 300e trong một danh mục các tác phẩm của Mozart. Sau đó, bằng phân tích các bản viết tay của Mozart dành cho các bản nhạc, Wolfgang Plath cho rằng thời điểm sáng tác của tác phẩm này là trong năm 1781 hoặc 1782. Tác phẩm này được xuất bản lần đầu tiên tại Viên vào năm 1785.

## Âm thanh
| 12 biến tấu dựa trên "Ah vous dirai-je, Maman" của Mozart |  |
|                                                           |  |
|                                                           |  |